# Кристиан IV
Кристиан IV (дат. Christian 4.; 12 апреля 1577[…], Фредериксборг, Ховедстаден — 28 февраля [9 марта] 1648[…], Розенборг, Копенгаген) — король Дании и Норвегии с 4 апреля 1588 года, при котором датское государство достигло вершины своего могущества. Занимал престол 59 лет — дольше, чем кто-либо в датской истории.

## Ранние годы
Кристиан IV, сын Фредерика II, был официально признан наследником, когда ему было 3 года. Король лично составил план воспитания сына, обратив особенное внимание на устранение вредных влияний со стороны окружающих. Смерть короля-отца, когда Кристиану IV было только 11 лет, сильно повредила дальнейшему его воспитанию. Была назначена опека из 4 членов государственного совета. Датская дворянская партия, недовольная тем, что наследника воспитывает немец, добилась замены последнего датским дворянином. Это обострило отношения вдовствующей королевы (принцессы Мекленбургской) с государственным советом.

## Правление

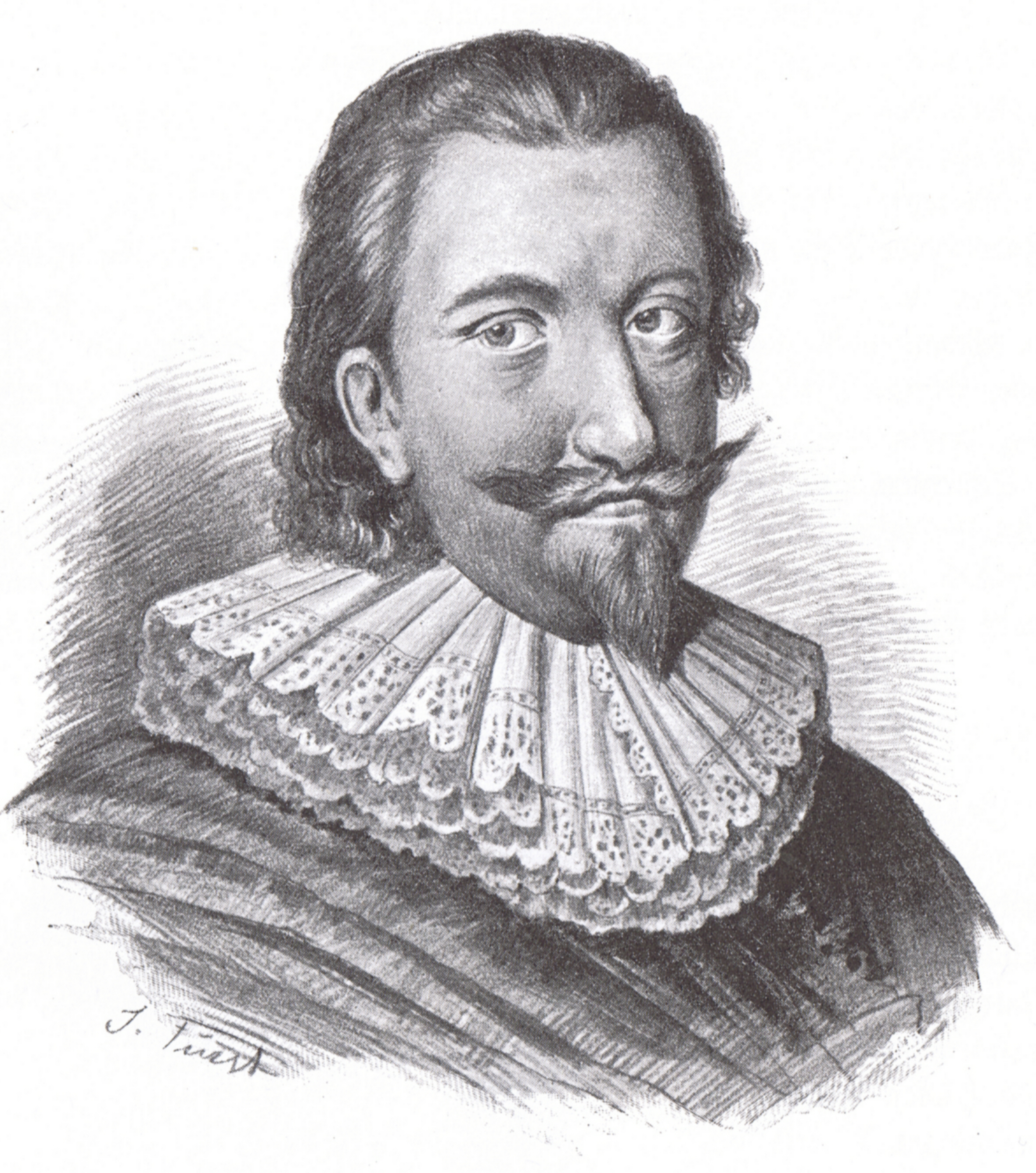
Король Норвегии Кристиан IV

Все это отозвалось невыгодно на развитии ума и характера Кристиана IV. Вопреки богатым природным способностям, жажде знания, стремлению к реформам и огромному трудолюбию долгое царствование Кристиана IV представляет лишь ряд начинаний, не доведенных до конца. Королём был учреждён Орден Вооружённой руки, который известен необычным внешним видом своих знаков, однако просуществовал он недолго (после единственного награждения 1616 года в орден более никто не принимался). Одержимость короля охотой на ведьм привела к ряду громких процессов, включая самый известный — сожжение Марен Сплис в 1641 году.
В 19 лет Кристиан IV подписал хартию и был коронован в 1596 году. Он попытался провести ряд военных и экономических реформ, в 1605—1607 годах снарядил три экспедиции в Гренландию под началом английского мореплавателя Джеймса Холла, в 1618 году — цейлонскую экспедицию для колонизации Индии под началом датчанина Ове Гедде, а в 1619 году — американскую экспедицию для поиска Северо-Западного прохода под началом норвежско-датского исследователя Йенса Мунка.
Первый период его царствования отмечен стремлением поднять политическое положение Норвегии, увеличить сухопутные и морские силы страны и возобновить Северную унию. Во время первой войны со Швецией (известной как Кальмарская), предпринятой с этой целью, Кристиан IV проявил немало личного геройства, но ошибся в оценке сил противника и потерпел неудачу. Последующий период со времени этой войны до участия Дании в Тридцатилетней войне отмечен крупными сооружениями и постройками, до сих пор служащими украшением столицы Дании и её окрестностей, и попытками поднять торговлю и промышленность страны.
С дворянством Кристиан IV вообще ладил и лишь относительно вмешательства в Тридцатилетнюю войну разошёлся во мнениях с государственным советом. Вмешательство это диктовали Кристиану IV отчасти религиозные чувства, отчасти политические соображения, в особенности желание разъединить западные государства со Швецией и усилить влияние Дании в Северной Германии. Но Кристиан IV, лично возглавлявший поход своей армии, опять ошибся в расчётах. После заключения мира в Любеке (1629 год) Кристиан IV занялся разными внутренними реформами, но они подвигались плохо вследствие запутанности финансового положения.
Противодействие Кристиана IV Швеции, которой он помешал приобрести по Любекскому миру Померанию, имело результатом новую войну со Швецией, окончившуюся невыгодным для Дании миром в Брёмсебо (1645 год) — в 1644 году датский флот одержал победу в сражении в Кильском заливе, но потерпел решающее поражение в битве у Фемарна. И во время этой войны Кристиан IV, несмотря на преклонные годы, проявил замечательную храбрость. Морское сражение при Кольбергер-Гейде (1 июля 1644 года), в котором Кристиан IV, тяжело раненый осколком гранаты в глаз, продолжал командовать, сделало его народным героем, увековеченным в песнях.
Тяжелые условия мира с Швецией в совокупности с семейными неурядицами сломили натуру Кристиана IV: он стал хиреть и через три года скончался. Влияние Риксрода под началом его зятьев, Корфитса Ульфельдта и Ганнибала Сехестеда в эти годы возрастало.

## Увлечение архитектурой

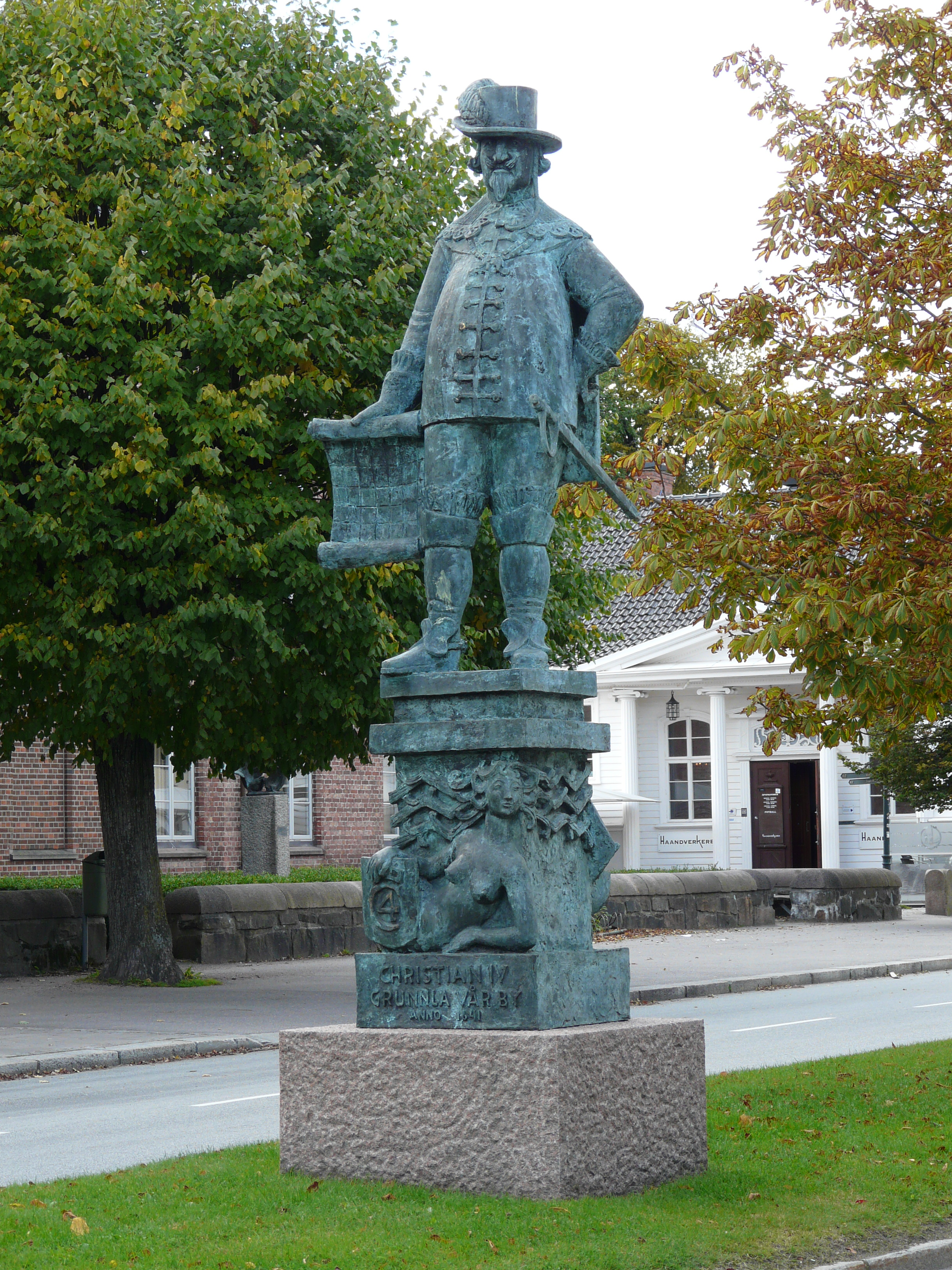
Памятник королю Кристиану IV в Кристиансанне.

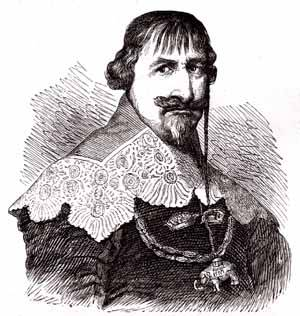
Гравюра Кристиана IV с косичкой.

Неудачные войны уничтожили почти все плоды забот Кристиана IV о поднятии торговли и промышленности. Его стремление улучшить положение крестьян парализовалось тяготами, которые ложились на тех же крестьян — особенно в Зеландии — вследствие страсти короля к возведению крепостей и великолепных замков. Датская столица обязана Кристиану и его придворным архитекторам из семейства Стенвинкелей такими достопримечательностями, как замок Розенборг и Круглая башня.
В правление Кристиана IV была отстроена и нынешняя норвежская столица, город Осло (ранее называвшийся Викия) — после трёхдневного пожара в 1624 году, уничтожившего город, датский король приказал перевести жителей в новое место поблизости крепости Акерсхус, которое получило в честь короля наименование Христиания, сохранявшееся (с 1877 года в форме Кристиания) до 1925 года. Имя короля получил ледник Кристиана IV в Гренландии. При этом датском монархе был основан ещё ряд городов, многие из которых носят имя Кристиана — Кристианопель в Швеции (1599), Кристианстад в Швеции (1614), Глюкштадт в Шлезвиг-Гольштейне (1617), Кристиансхавн (1619, ныне район Копенгагена), Конгсберг в Норвегии (1624), Рёрус и Кристиансанн в Норвегии (1641).
В последнем имеется королевский памятник, с исторической достоверностью украшенный косичкой.

## Браки и дети

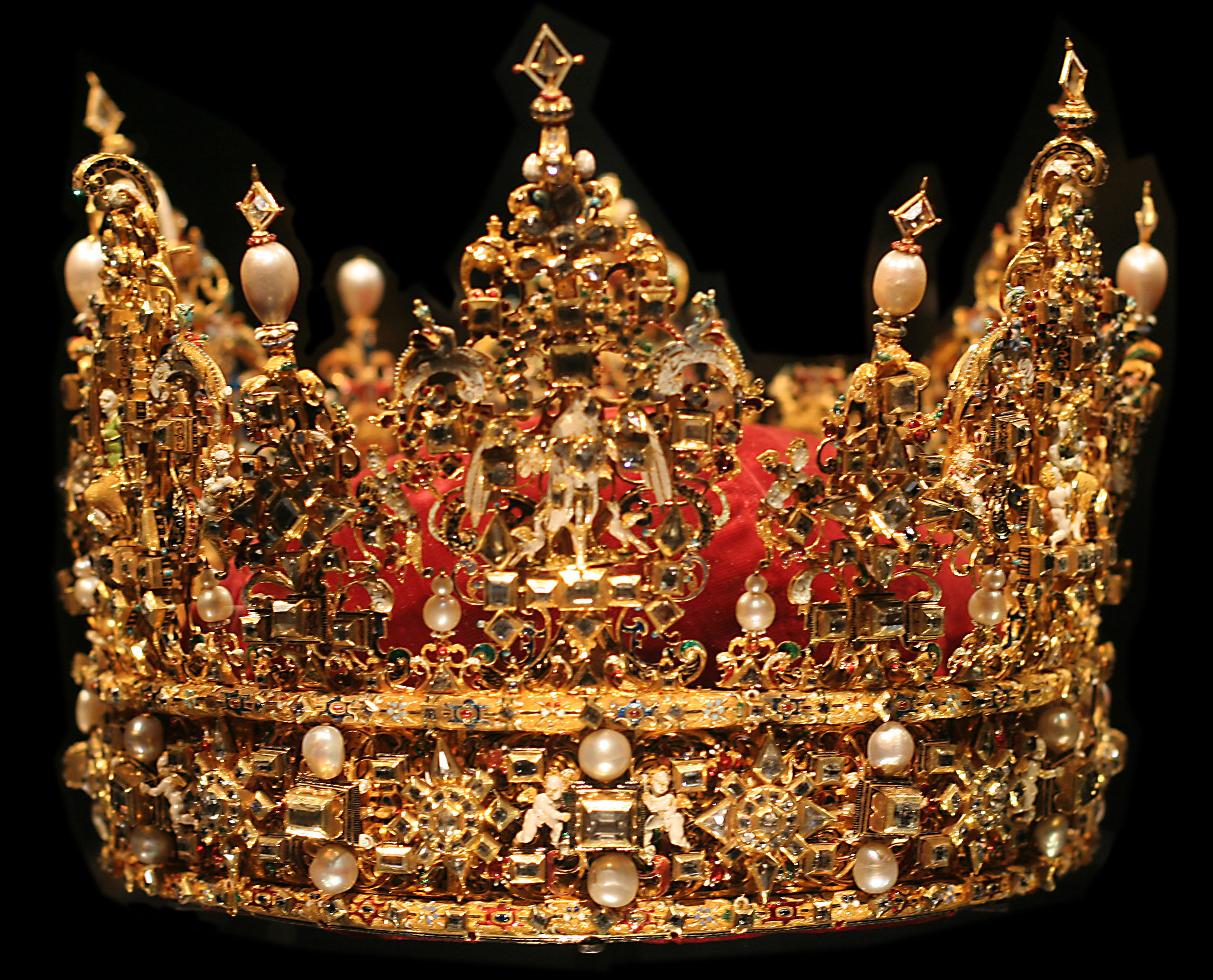
Корона Кристиана IV хранится в построенном им замке Розенборг

Кристиан IV был женат два раза (во второй раз морганатически), а дети у него были от пяти различных матерей; отсюда страшные семейные раздоры. Ему наследовал второй сын его от первой жены, Фредерик, так как старший сын Кристиана IV, избранный уже наследником, скончался раньше самого Кристиана IV. 

27 ноября 1597 Кристиан IV женился на принцессе Анне Екатерине Бранденбургской (1575—1612). От этого брака родились:
1. Фридрих (1599—1599);
2. Кристиан (1603—1647), женат на принцессе Магдалене Сибилле Саксонской
3. София (1605—1605);
4. Елизавета (1606—1608);
5. Фредерик III (1609—1670);
6. Ульрих (1611—1633).

31 декабря 1615 женился морганатическим браком на Кирстен Мунк (1598—1658). От этого брака родились:
1. Анна Катарина (1618—1633);
2. София Елизавета (1619—1657);
3. Леонора Кристина (1621—1698);
4. Вальдемар Кристиан (1622—1656) — граф Шлезвиг-Голштинский, несостоявшийся жених царевны Ирины Михайловны;
5. Елизавета Августа (1623—1671);
6. Фридрих Кристиан (1625—1627);
7. Кристиана (1626—1670);
8. Хедвиг (1626—1678);
9. Мария Катарина (1628—1628);
10. Доротея Елизавета (1629—1687).